# Plymouth (condado de Rock, Wisconsin)
Plymouth es un municipio del condado de Rock, Wisconsin, Estados Unidos. Tiene una población estimada, a mediados de 2022, de 1260 habitantes.

## Geografía
El municipio está ubicado en las coordenadas 42°37′14″N 89°11′04″O / 42.62056, -89.18444 (42.620442, -89.18439). Según la Oficina del Censo de los Estados Unidos, tiene una superficie total de 92.2 km², de los cuales 92.0 km² corresponden a tierra firme y 0.2 km² están cubiertos de agua.

## Demografía
Según el censo de 2020, en ese momento había 1245 personas residiendo en la zona. La densidad de población era de 13.5 hab./km². El 96.63% de los habitantes eran blancos, el 0.40% eran afroamericanos, el 0.08% era amerindio, el 0.40% eran de otras razas y el 2.49% eran de una mezcla de razas. Del total de la población, el 1.53% eran hispanos o latinos de cualquier raza.